# Улица Козуева
Улица Козуева — улица в исторической части Костромы. Проходит на северо-запад от Пятницкой улицы до улицы Ткачей.

## История
Проходила по Пищальной и Полянской слободам. Застраивалась с XVI века. Предусмотрена регулярным планом Костромы 1781—1784 гг., как улица оформилась в конце XVIII века. Проходила от Богоявленского монастыря к Крестовоздвиженскому кладбищу.
В 1650 года на прилегающей к улице территории была построена Троицкая церковь, отчего улица стала именоваться Ново-Троицкой. В 1786 году была пристроена зимняя церковь. В советское время, в 1929 году, церкви были закрыты, а в 1935 году разрушены.
В 1918 году получила имя одного из лидеров Советской России Л. Д. Троцкого (1879—1940).
Современное название с 1929 года в честь Константина Никитича Козуева (псевдоним Скорпионов; 1886—1907) — костромского революционера, рабочего-текстильщика, активного участника революции 1905 года и казнённого властями за убийство полицейского в районе Лазаревского кладбища.

## Достопримечательности
Богоявленско-Анастасиин монастырь
д. 3/46 — Музей цыганской культуры и быта